# Пиетро дела Вале
Пиетро дела Вале (на италиански: Pietro della Valle) е италиански пътешественик-изследовател.

## Биография
Роден е на 2 април 1586 в Рим, в заможно семейство. В младините си е много заинтересован от литературата и армията.
През 1614 г. заминава за Истанбул, където научава турски и арабски език. Напуска града на 25 септември 1615 г. и тръгва за Александрия. Оттам отива в Кайро, след това минава през полуостров Синай и Йерусалим. Продължава пътешествието си през Месопотамия и Индия. Той става първия европеец, който през 1625 г. достига местността Тал ал-Мукаджар (днешна Насирия в Ирак), където през 1854 г. е отрит зикурата в Ур.
Завръща се в Рим през 1626 г. и остава там до края на живота си.